# Wereldkampioenschappen boogschieten 1979
De Wereldkampioenschappen boogschieten 1979 waren door de Fédération Internationale de Tir à l'Arc (FITA) georganiseerde kampioenschappen voor boogschutters. De 30e editie van de wereldkampioenschappen vond plaats in het Duitse West-Berlijn van 14 tot en met 22 juli 1979.

## Resultaten

### Individueel
|        | Heren         | Dames           |
| ------ | ------------- | --------------- |
| Goud   | Darrell Pace  | Kim Jin-ho      |
| Zilver | Rick McKinney | Judi Adams      |
| Brons  | Rodney Baston | Carole Mary Toy |

### Team
|        | Heren                                             | Dames                                                 |
| ------ | ------------------------------------------------- | ----------------------------------------------------- |
| Goud   | Darrell Pace Rick McKinney Rodney Baston          | Kim Jin-ho Park Young-sook Hwang Sook-zoo             |
| Zilver | Harry Wittig Armin Garnreiter Willi Muller        | Carole Mary Toy Terry Eva Donovan Leah Margaret Feldt |
| Brons  | Emiel Vercaigne Patrick De Koning Marnix Vervinck | Sue Willcox Rachel Fenwick Joyce Asher                |

### Medaillespiegel
| Plaats | Land                | Goud | Zilver | Brons | Totaal |
| 1      | Verenigde Staten    | 2    | 2      | 1     | 5      |
| 2      | Zuid-Korea          | 2    | 0      | 0     | 2      |
| 3      | Australië           | 0    | 1      | 1     | 2      |
| 4      | West-Duitsland      | 0    | 1      | 0     | 1      |
| 5      | België              | 0    | 0      | 1     | 1      |
| 5      | Verenigd Koninkrijk | 0    | 0      | 1     | 1      |
| Totaal | Totaal              | 4    | 4      | 4     | 12     |

1931 ·
1932 ·
1933 ·
1934 ·
1935 ·
1936 ·
1937 ·
1938 ·
1939 ·
1946 ·
1947 ·
1948 ·
1949 ·
1950 ·
1952 ·
1953 ·
1955 ·
1957 ·
1958 ·
1959 ·
1961 ·
1963 ·
1965 ·
1967 ·
1969 ·
1971 ·
1973 ·
1975 ·
1977 ·
1979 ·
1981 ·
1983 ·
1985 ·
1987 ·
1989 ·
1991 ·
1993 ·
1995 ·
1997 ·
1999 ·
2001 ·
2003 ·
2005 ·
2007 ·
2009 ·
2011 ·
2013 ·
2015 ·
2017 ·
2019 ·
2021 ·
2023 ·